# Ildikó Pelczné Gáll
Ildikó pelczné gáll (nascida Gáll, a 2 de maio 1962 em Szikszó) é uma política húngara e ex-membro do Parlamento Europeu (MEP) da Hungria. Ela é membro do Fidesz, parte do Partido Popular Europeu.
Ela formou-se na Faculdade de Engenharia Mecânica da Universidade Técnica de Indústria Pesada de Miskolc. Ela estudou pós-graduação em economia, e adquiriu direitos como consultora fiscal e auditora. Ela trabalhou como professora universitária e obteve um doutoramento.
Em 2005, ela tornou-se membro das autoridades nacionais do Fidesz. Em 2006 foi eleita deputada à Assembleia Nacional. Ela foi vice-presidente da fração de deputados do seu grupo e, de julho de 2009 a maio de 2010, actuou como vice-presidente do Parlamento.
Nas eleições nacionais de 2010, ela foi reeleita. Logo depois, ela tornou-se membro do Parlamento Europeu, quando substituiu Pál Schmitt. Entre 2014 e 2017, foi uma das Vice-Presidentes do Parlamento Europeu, em representação do Grupo PPE.
Em 2017 foi nomeada membro do Tribunal de Contas Europeu.